# La Motte-d'Aveillans
La Motte-d'Aveillans is een gemeente in het Franse departement Isère (regio Auvergne-Rhône-Alpes). De plaats maakt deel uit van het arrondissement Grenoble. La Motte-d'Aveillans telde op 1 januari 2022 1.727 inwoners. 

## Geografie
De oppervlakte van La Motte-d'Aveillans bedroeg op 1 januari 2022 9,78 vierkante kilometer; de bevolkingsdichtheid was toen 176,6 inwoners per km².

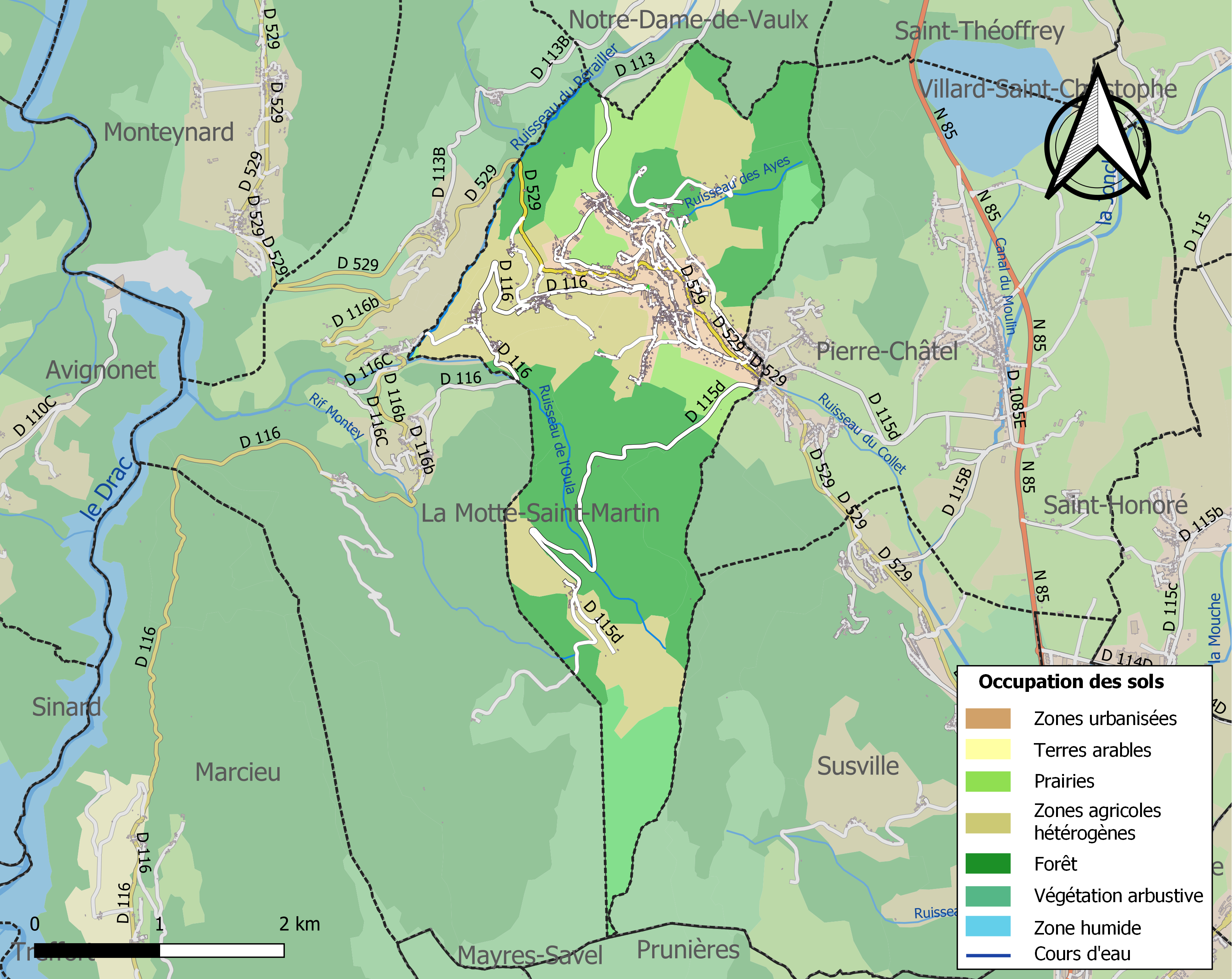
Kaart van de gemeente met de belangrijkste infrastructuur, bodemgebruik en omliggende gemeenten

## Demografie
Onderstaande figuur toont het verloop van het inwonertal (bron: INSEE-tellingen).